# Piz Minschun
Piz Minschun to szczyt w paśmie Silvretta, w Alpach Retyckich. Leży we wschodniej Szwajcarii, w kantonie Gryzonia.
Spośród szczytów przekraczających wysokością granicę 3000 m jest to najniższy ze szczytów Silvretty.